# عين العودة
عين العودة بالفرنسية:"Ain El Aouda".  هي مدينة مغربية غير ساحلية توجد على بعد 27 كلم جنوب الرباط بجهة الرباط سلا القنيطرة، وعلى بعد 24 كلم شرق مدينة تمارة، وتقع في بداية هضبة زعير، وممتازة بالمناخ الجميل الذي يقصده مرضى الجهاز التنفسي، كما تمتاز بنواحيها الفلاحية حيث تشتهر بزراعة جميع أنواع البواكر، والفواكه الموسمية، ولديها احسن موسم "موسم شراگة" كما يتواجد بها فرع لأشهر مصنعي الأدوية في العالم.هناك أيضا المشروع المندمج، «الفردوس» بجماعة عين عودة بعمالة الصخيرات تمارة، وهو عبارة عن قطب جهوي، يمتد على مساحة 625 هكتارا، ينتظر أن يستمر إنجازه على مدى 10 سنوات، بكلفة إجمالية تصل إلى 14 مليار درهم، مع خلق 12 ألف منصب شغل مباشر وغير مباشر.
ويهم هذا القطب ستة أشطر بمساكن يصل عددها إلى 460 34 وحدة سكنية، منها 000 17 سكن اجتماعي، فضلا عن 28 مدرسة، 22 مرفق اجتماعيا جماعيا، 10 إدارات، 6 مراكز صحية، 6 مساجد، 5 مرافق رياضية، متحف، مسرح، خزانة، قاعة للمناسبات، فضلا عن مقر لأكاديمية الرياضات (40 هكتارا)، ومنطقة للتجهيزات الفندقية (4.23 هكتار)، ومنطقة للتنشيط والترفيه (7.27 هكتار)، وفضاءات خضراء وشوارع رئيسية (198 هكتارا).

## سوق الإثنين
تتوفر مدينة عين العودة على سلبيض، ورحبة الحبوب، ورحبة الخضر والفواكه. ومن معروضاتها أيضا القطاني والمواد الفلاحية والعلفية وجميع أنواع اللحوم والأتواب والملابس. ومن خصائص هذه السوق المقاهي والمطاعم الشعبية تحت الخيام التي تقدم وجبات الأكل الخاصة بالمتسوقين والباعة، كما تقدم في هذه السوق خدمات مختلفة للزوار تجعل منها وجهة أساسيةـ وزوار هذه السوق ليسوا فقط من سكان مدينة عين العودة وإنما يقصدونها من ضواحيها ومن الأحياء الشعبية المجاورة كحي التقدم وحي اليوسفية.